# Jean Dampt

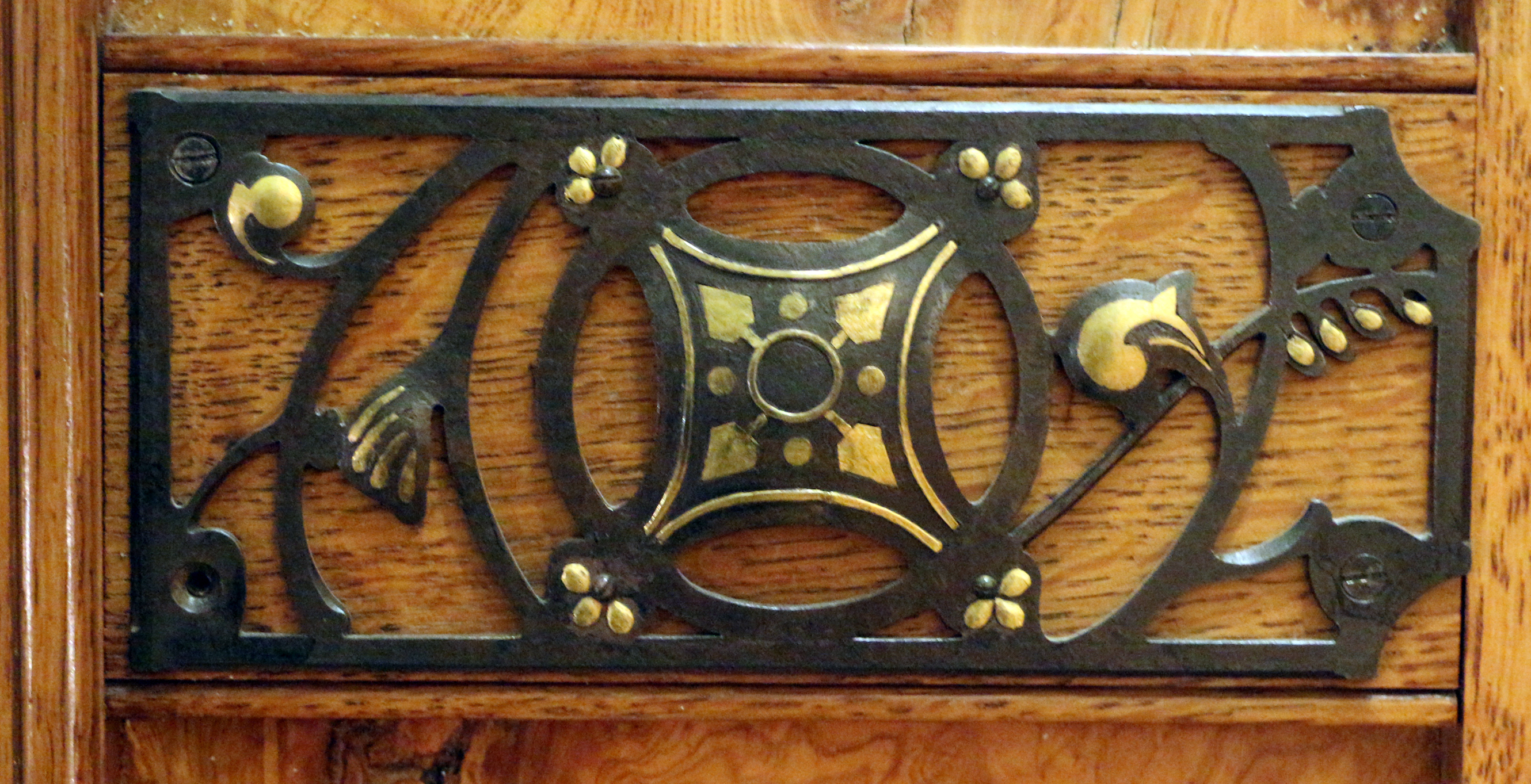
Boiserie for the Salle du Chevalier in the Hotel de Bearn in Paris, 1900-06, Musée d'Orsay

Jean Baptiste Auguste Dampt, född 2 januari 1854, död 26 september 1945, var en fransk skulptör.
Jean Dampt har dels ägnat sig åt staty- och porträttskulpturen, dels och främst åt små konstindustriella skulpturer i ädla material som guld, elfenben och liknande. Dampt är representerad vid bland annat Göteborgs konstmuseum.